# Film 3D

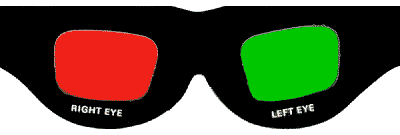
Okulary umożliwiające oglądanie filmów 3D

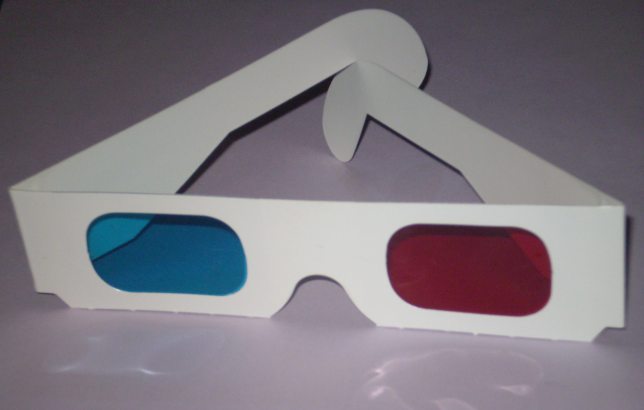
Okulary umożliwiające oglądanie anaglifów

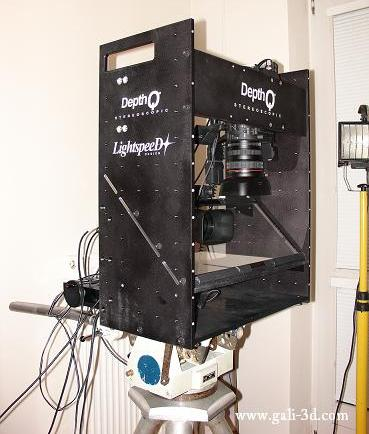
Kamera firmy LightSpace

Film 3D (film trójwymiarowy) – szereg technik, w których dzięki różnorodnej technologii uzyskuje się iluzję głębi ruchomych obrazów. Główną techniką pozwalającą na uzyskanie wrażenia głębi jest przedstawienie obserwatorowi dwóch różnych obrazów prawemu i lewemu oku. 

## Techniki
Podstawowe techniki generowania obrazu stereograficznego, osobnego dla obojga oczu:
- Obraz anaglificzny – kombinacja na jednej kartce, zdjęciu lub filmie dwóch obrazów – czerwonego i zielonego (lub niebieskiego), po założeniu odpowiednich okularów, do każdego oka nie dociera jeden z obrazów, przez co zachodzi iluzja trójwymiarowości.
- Naprzemienna sekwencja klatek – Widzowi dostarczamy podwojoną ilość (zazwyczaj 48 zamiast 24, lub w telewizorach 120 zamiast 60) klatek na sekundę. Przeznaczone są na przemian dla lewego i prawego oka. Widz musi założyć specjalne okulary (tzw. LCD shutter glasses), które błyskawicznie odcinają i ponownie przepuszczają światło, tak by "dawkować" odpowiednie klatki do odpowiednich gałek ocznych. Okulary muszą być zasilane. Rozwiązanie to jest najpopularniejsze w grach komputerowych
- IMAX – technologia wykorzystująca polaryzację fali świetlnej. Obrazy z projektorów przechodzą przez polaryzatory (obrócone względem siebie o 90°). Okulary spełniają rolę analizatora, przepuszczając jedynie obraz przeznaczony dla danego oka.

Projektory przestrzenne:
- Ekrany obrotowe – Półprzezroczysta powierzchnia ekranu obraca się z wielką prędkością (ok. 600 rpm), dzięki temu „w każdym” momencie w całym obrębie bryły wyświetlacza mamy ekran i możemy w całej objętości rysować obraz (m.in. na zasadzie monitora CRT lub projektora i zestawu luster). Eksperymentuje się również z obrotowymi wyświetlaczami LED. Obraz jest półprzezroczysty i zamknięty pod szkłem.
- Ekrany wolumetryczne – Seria 20 ekranów typu "LCD shutter". W danym momencie 19 ekranów przepuszcza całkowicie światło i tylko jeden działa jako zwykły ekran, na który rzucany jest od tyłu obraz. Daje to efekt 20 poziomów głębi. Firma LightSpace Technologies oferuje ekran Depth Cube 1024×768×20, co daje 15,3 miliona wokseli (przestrzennych odpowiedników pikseli). 100 Hz (20 Hz w przypadku 3D).
- Laser Display – Niewielka bryłka specjalnego szkła służy jako ekran. Dwa lasery podczerwone (o nieznacznie różnej długości fali) pobudzają jony wewnątrz bryłki do świecenia, w punkcie, gdzie wiązki się krzyżują. W ten sposób, krzyżując je w różnych punktach, uzyskujemy trójwymiarowy obraz. Istnieją tylko eksperymentalne urządzenia, rozwiązanie to zupełnie się nie przyjęło. Prototypy rysowały obraz (również animowany) w sześcianie o krawędzi 1,5 cm.
- Laser Plasma – Laser pracujący w podczerwieni emituje około 100 impulsów na sekundę, każdy o czasie trwania jednej nanosekundy. Dzięki soczewce cała wiązka skupia się w jednym punkcie, tworząc świecącą kulę plazmy. Obecnie urządzenie jest w stanie tworzyć obraz w objętości jednego metra sześciennego. Punkt skupienia wiązki jest regulowany przez soczewkę i dwa lustra.